# Трудный путь (мультфильм)
Эта статья — о мультипликационном фильме; о художественном фильме см. Трудный путь (фильм).
«Трудный путь» (англ. Heavy Traffic) — полнометражный мультипликационный фильм 1973 года. Режиссёром и сценаристом ленты стал Ральф Бакши, автор экранизации комиксов про кота Фрица.
Действие фильма происходит в городе Нью-Йорк, где живёт главный герой — художник Майкл Корлеоне. Здесь показывается небольшой отрывок его жизни, представляющий собой калейдоскоп событий, в которых показываются трудные стремления подняться по социальной лестнице. Помогать Майклу в такой нелёгкой ситуации будет официантка из бара по имени Кэрол.
Создание мультфильма началось в 1972 году, после создания «Приключения кота Фрица». В ленте присутствуют вставки с участием живых актёров. Премьера состоялась 8 августа 1973 года. После выхода фильм был положительно оценён критиками и имел кассовый успех.

## Сюжет
В начале фильма показывают главного героя Майкла Корлеоне, играющего в пинбол. Действие происходит в одном из опасных районов Нью-Йорка. Отец Майкла — Анджело «Эндж» Корлеоне, работает в мафии, и часто врёт своей жене еврейского происхождения по имени Ида. Пара постоянно ссорится, в порыве гнева супруги даже пытаются убить друг друга. Майкл, чтобы не видеть семейные стычки, пытается заниматься рисованием, но никто его не берёт на работу. Поэтому он в свободное время бродит по городу. В дальнейшем показывается бар, где работает афроамериканка Кэрол. За ней ходит её парень-вышибала Коротышка. Часто в баре можно встретить трансвестита по прозвищу «Снежинка». Один из посетителей, узнавший о том, что «Снежинка» — переодетый в женщину мужчина, избивает его. Кэрол из-за этого инцидента уходит из бара. Вышибала хочет её остановить, но она видит главного героя и сообщает Коротышке, что будет жить с Майклом.
Семейные проблемы заставляют главного героя и его новую «подружку» переехать в новый дом, и заработать денег на поездку в Калифорнию, чтобы больше не видеть Коротышку. Майкл в больнице пытается показать сценарий и раскадровку своей работы старому аниматору, который давно прикован к постели. Увидев нетипичную для него мрачную атмосферу, старик умирает. Тем временем Кэрол пытается зарабатывать деньги с помощью танцев. Позже Майкл станет менеджером своей девушки. Между тем Анджело Корлеоне обращается к лидеру мафии, чтобы те убили его сына, потому что он позорит семью, встречаясь с чернокожей девушкой. Но «Крёстный отец» отказывает отцу Майкла.
Чтобы получить деньги, Майкл и Кэрол совершают преступление. Девушка заманивает в отель одного богатого человека заняться сексом, а Корлеоне должен его убить. После содеянного персонажей замечает Коротышка и стреляет в голову Майкла, после чего показывается калейдоскоп событий, происходившие ранее с главным героем. В конце демонстрируется отрывок из жизни «реального» Майкла. Проиграв в пинбол, он ломает игровой автомат и уходит на улицу. Там встречается с «реальной» Кэрол и следует за ней до парка. Дойдя, главные герои вместе берутся за руки и танцуют.

## Роли озвучивали
| Актёр                                               | Роль             |
| --------------------------------------------------- | ---------------- |
| Джозеф Кауфман (англ. Joseph Kaufmann)              | Майкл Корлеоне   |
| Беверли Хоуп Эткинсон (англ. Beverly Hope Atkinson) | Кэрол            |
| Фрэнк ДеКова (англ. Frank DeKova)                   | Анджело Корлеоне |
| Терри Хевн (англ. Terri Haven)                      | Ида Корлеоне     |
| Мэри Дин Лауриа (англ. Mary Dean Lauria)            | Молли            |
| Чарльз Гордон (англ. Charles Gordone)               | Сумасшедший Мо   |
| Лиллиэн Адамс (англ. Lillian Adams)                 | Роза             |
| Питер Хоббс (англ. Peter Hobbs)                     | Джерри           |

## Создание

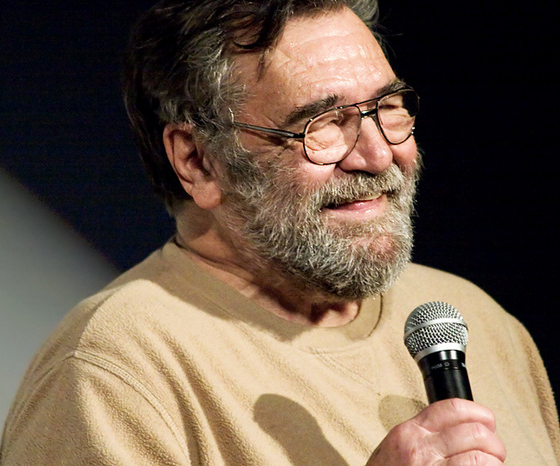
Режиссёр фильма — Ральф Бакши

В 1969 году у компании Bakshi Productions появилось подразделение Ralph’s Spot, задачей которого стало создание рекламных роликов для The Coca-Cola Company, а также серии образовательных мультфильмов «Max, the 2000-Year-Old Mouse» по заказу Британники. Однако Бакши не видел интереса в производстве подобных фильмов и стремился создать что-то своё. Он написал сценарий для мультфильма, в котором рассказывается об уличной жизни города. Стив Кранц сказал Ральфу Бакши, что руководство компании не будет финансировать проект из-за его содержания и недостатка опыта самого режиссёра. Однако мнение изменилось после успеха выхода экранизации комиксов про кота Фрица, и продюсер поручил Бакши начать разработку новой ленты. Было принято решение создать историю с неантропоморфными героями. К команде также присоединился продюсер Сэмюэл Аркофф, согласившийся через свою компанию American International Pictures подготовить выход мультфильма к прокату.
Создание «Трудного пути» сопровождалось финансовыми трудностями. После выхода «Приключения кота Фрица» Кранц задолжал зарплату Бакши и его команде, объяснив это якобы кассовым провалом их первой работы, а весь ажиотаж — это всего лишь обычная шумиха, которая со временем утихнет. Так как у режиссёра не было адвокатов, чтобы юридически решить этот вопрос, он решил познакомиться с несколькими известными людьми, такими как Стивен Спилберг, Мартин Скорсезе и Фрэнсис Форд Коппола. Кранц обвинил Ральфа Бакши в предательстве, и отстранил его от проекта. Продюсер пытался в качестве режиссёра пригласить Чака Джонса, но в дело вмешался Сэмюэл Аркофф, который восстановил Бакши в своей должности. Кранц пытался вмешиваться в дела команды, но эти попытки были безуспешны.
Сюжет «Трудного пути» и имя главного героя — аллюзия к гангстерскому фильму Фрэнсиса Форда Копполы «Крёстный отец». В некоторых сценах мультфильма играют настоящие актёры, как, например, в эпизоде с пинболом. Бакши решил снять данную сцену, потому что он сам и его сын — поклонники этой игры. В целом «Трудный путь» использует в качестве фона реальные фотографии Нью-Йорка, и в одном из кадров даже была воспроизведена картина Эдварда Хоппера «Полуночники». На такой шаг создатели пошли с целью сократить расходы на производство ленты. Кроме того, в начале фильма появляется небольшой рассказ. Этот приём будет использоваться в последующих проектах Бакши. Анимация персонажей, по словам художника Марка Кауслера, была настолько «сексуальной», что продюсер Стив Кранц попросил смягчить её.
При озвучивании персонажей Ральф Бакши удивил актёров озвучивания, разрешив им во время записи голосов импровизировать. Музыку к фильму сочинили Эд Богас и Рэй Шенклин. Также в фильме использованы песни The Isley Brothers, Чака Берри и Сержио Мендеса. В 1973 году был издан саундтрек.

## Премьера и отзывы критиков
Премьера ленты состоялась 8 августа 1973 года. Мультфильм, как и «Приключения кота Фрица», получил в США рейтинг X (не рекомендуется смотреть людям до 17 лет). Но несмотря на это, вторая работа Ральфа Бакши имела кассовый успех, собрав в США и Канаде 1,5 миллиона долларов, и получила от критиков в основном положительные отзывы. Кинокритик Винсент Канди упомянул «Трудный путь» в своём списке «Десять лучших фильмов 1973 года». Средняя оценка фильма, составленная сайтом Rotten Tomatoes, составляет 89 %. Лента была запрещёна к показу в канадской провинции Альберта, так как она не прошла местную цензуру.
Журналист из Newsweek похвалил фильм за использование чёрного юмора, мощного гротеска и своеобразную красоту, а сцены насилия и секса ему показались пародией на порнофильмы. Чарльз Чэмплин из газеты The New York Times заявил, что история передаёт бешеную энергию, но по этой же причине часто смотреть мультфильм не приходится. Представитель The Hollywood Reporter назвал «Трудный путь» «шокирующим, возмутительным, оскорбительным и порой неразумным». Но журналист похвалил Ральфа Бакши за смелое решение выпустить данную ленту в кинотеатрах. Историк анимации Майкл Бэрриер считает, что при создании проекта, наряду с экранизацией комикса о коте Фрице, команда решила оттолкнуться от прежних подходов к работе к мультфильму, и выпустить весьма амбициозный и несколько шокирующий фильм.